# Madagascarchaea
Genre
Madagascarchaea est un genre d'araignées aranéomorphes de la famille des Archaeidae.

## Distribution
Les espèces de ce genre sont endémiques de Madagascar.

## Liste des espèces
Selon World Spider Catalog (version 19.0, 18/01/2018) :
- Madagascarchaea ambre (Wood, 2008)
- Madagascarchaea anabohazo (Wood, 2008)
- Madagascarchaea borimontsina (Wood, 2008)
- Madagascarchaea fohy Wood & Scharff, 2018
- Madagascarchaea gracilicollis (Millot, 1948)
- Madagascarchaea griswoldi (Wood, 2008)
- Madagascarchaea halambohitra (Wood, 2008)
- Madagascarchaea jeanneli (Millot, 1948)
- Madagascarchaea lavatenda (Wood, 2008)
- Madagascarchaea legendrei (Platnick, 1991)
- Madagascarchaea lotzi Wood & Scharff, 2018
- Madagascarchaea moramora Wood & Scharff, 2018
- Madagascarchaea namoroka (Wood, 2008)
- Madagascarchaea rabesahala Wood & Scharff, 2018
- Madagascarchaea spiceri (Wood, 2008)
- Madagascarchaea tsingyensis (Lotz, 2003)
- Madagascarchaea vadoni (Millot, 1948)
- Madagascarchaea voronakely (Wood, 2008)

## Publication originale
- Wood & Scharff, 2018 : A review of the Madagascan pelican spiders of the genera Eriauchenius O. Pickard-Cambridge, 1881 and Madagascarchaea gen. n. (Araneae, Archaeidae). ZooKeys, vol. 727, p. 1-96.